# Little Women (film 1918)
Little Woman è un film muto del 1918 diretto da Harley Knoles. Una delle numerose trasposizioni di Piccole donne, il romanzo di Louisa May Alcott che venne poi adattato per lo schermo nella versione nel 1933 di George Cukor e in quella del 1949 di Mervyn LeRoy. È il debutto sullo schermo per Conrad Nagel nel ruolo di Laurie.

## Trama
Ai tempi della Guerra di secessione, nel New England, la famiglia March è formata dai genitori e da quattro figlie, ognuna con il suo carattere. Jo, il maschiaccio di casa, sogna di fare la scrittrice e di fare un viaggio in Europa. Ma, quando la sorella Amy le viene preferita dalla zia per accompagnarla nel viaggio, Jo non le serba rancore, neanche quando scopre che Amy si è fidanzata con Laurie, il giovane vicino che le si era dichiarato precedentemente. A New York, Jo conosce un professore tedesco con il quale fa amicizia: gli fa leggere i suoi racconti e segue i suoi consigli. Tornata in famiglia, dove nel frattempo è morta Beth, la sorellina più piccola, Jo riceve un giorno la visita del professore che le porta anche il suo libro, finalmente pubblicato.

## Produzione

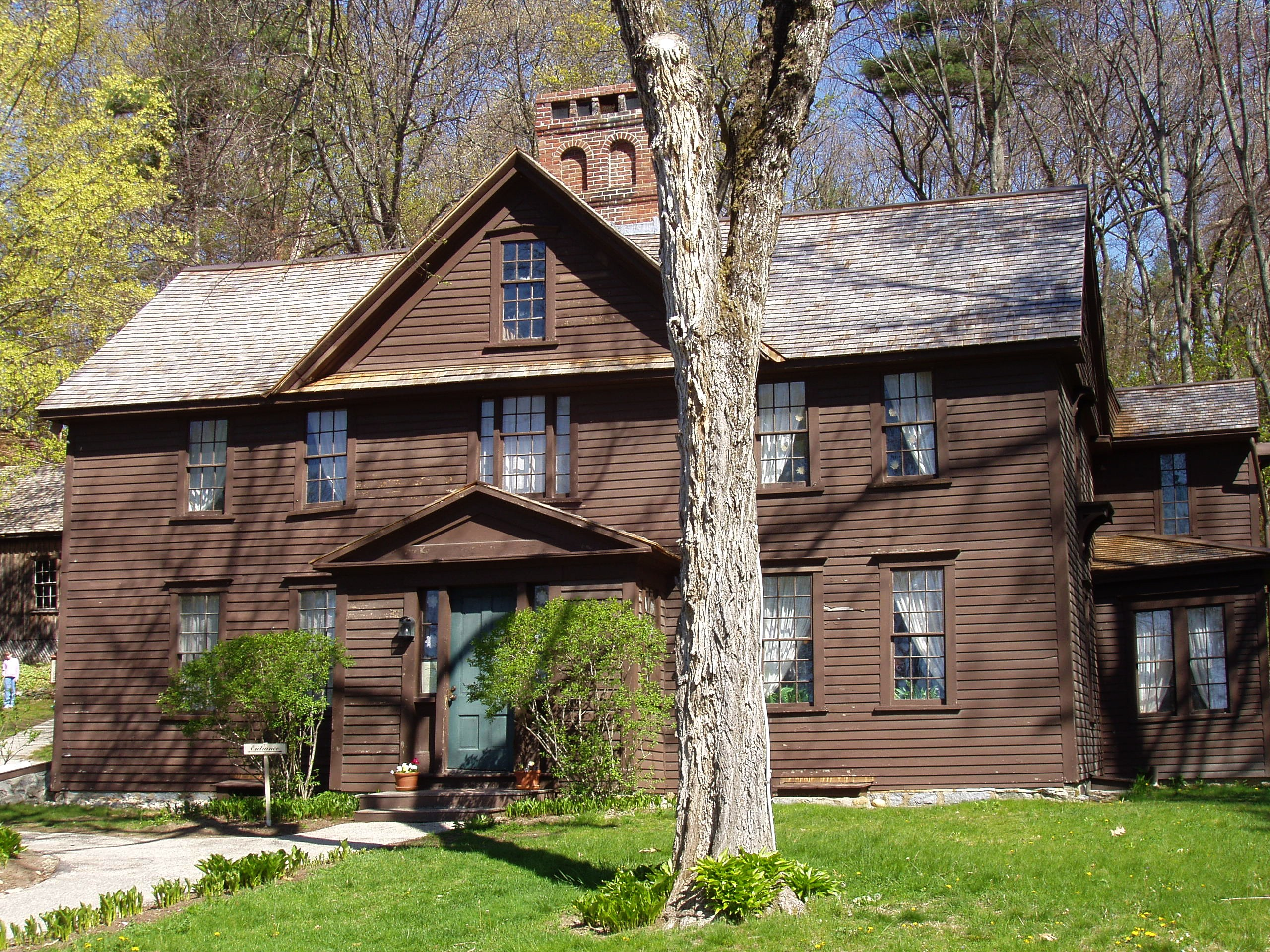
La casa dove Louisa May Alcott scrisse il libro e dove poi venne girato il film

Il film fu prodotto dalla William A. Brady Picture Plays e venne girato nella casa di Ralph Waldo Emerson e in quella di Louisa May Alcott, a Concord, nel Massachusetts.

## Distribuzione
Distribuito dalla Famous Players-Lasky Corporation attraverso la Paramount Pictures (con il nome A Paramount-Artcraft Special) e presentato da William A. Brady, fu proiettato in prima al Mark Strand Theatre di New York in novembre, uscendo poi nelle sale il 5 gennaio 1919. Attualmente, il film viene considerato perduto.

### Date di uscita
IMDb
- USA	10 novembre 1918	 (New York City, New York)
- USA	5 gennaio 1919